# Арфельд
Арфельд (нем. Arfeld) — поселение сельского типа в составе города Бад-Берлебург в районе Зиген-Виттгенштайн (земля Северный Рейн-Вестфалия, Германия). Населённый пункт был включён в состав Бад-Берлебурга после реформы местного самоуправления 1975 года. До этого времени был независимым муниципалитетом администрации Арфельда тогда ещё существовавшего района Виттгенштайн.

## География

### Положение
Арфельд расположен в верхней части долины Эдера, природно-исторического региона Виттгенштайнер-Ланд и в природном парке Зауэрланд-Ротхаргебирге. На северо-востоке поселения возвышается гора Арфельдер Брахт (552 м), а на юго-востоке — Герцогс-Айхе (Герцогайхе; 543 м).

### Соседние населённые пункты
- Доцлар
- Шварценау
- Рихштайн

## История
Это поселение впервые указано в Кодексе Лорша по случаю пожертвования монастырю Лорш в 800 году Арафельта (Arahfelt), и второй раз упомянутое в 815 году. Есть свидетельства существования рыцарского рода в Арфельде с 1232 года.
Арфельдский деканат Майнцской епархии впервые упоминается в 1258 году. В 1391 году этот населённый пункт находился под управлением Хацфельда. Такая ситуация сохранялась до 1495 года. Майнцской епархии впервые упоминается в 1258 году. В 1391 году это место находилось под управлением Хацфельда. Такая ситуация сохранялась до 1495 года.
Около 1538 года это поселение принадлежало семейству Рихштайн. В 1590 году усадьба Рихштайн сгорела, за исключением двух строений. В 1591 году двор Рихштайнов переехал в Арфельд. Есть свидетельства существования мельницы в Арфельде в 1602 году. В 1731 году была создана новая административная единица — так называемая Арфельдская слобода. В 1819 году она был расширена до административного района с поселениями Рихштайн, Зассенхаузен, Вайденхаузен и Штюнцель. Современная администрация Арфельда была основана в 1845 году. Добровольная пожарная часть появилась в 1887 году.
22 августа 1973 года в Штеденхофе (южная часть Арфельда) разбился истребитель «Фантом» британских оккупационных ВВС. В результате крушения погибли два пилота.
В рамках муниципальной реорганизации бывший независимый муниципалитет стал частью Бад-Берлебурга с 1 января 1975 года.

### История изменения названия
- 800: Арафельд (Arahafeld)
- 815: Харафельд (Harafeld)
- 1232: Аренфельт (Arenfelt)
- 1283: Арфельде(н) (Arvelde(n)
- 1303: Арфельден (Arfelden)
- 1307: Аренфельден (Arenvelden)
- 1418: Энрфельден (Enrfelden)
- 1581: Эрфельден (Erfelden)
- 1662: Арфельдт (Aarfeldt)

1731: Арфельд(т) (Arfeld(t)

### Динамика численности населения
- 1572: 26 постоянно проживающих
- 1634: 30
- 1662: 150 жителей в 24 домах
- 1732: 220 жителей в 29 домах
- 1819: 375 жителей в 39 домах
- 1854: 426 жителей в 60 домах
- 1900: 390 жителей
- 1961: 919 жителей[8]
- 1970: 927 жителей[8]
- 1974: 943 жителей[9]
- 2011: 950 жителей

## Достопримечательности
Одной из достопримечательностей Арфельда является кузница, построенная в 19 веке и ныне превращенная в музей. Машины и инструменты приводятся в движение водяным колесом, питаемым от соседнего Арфебаха.
Здание, определяющее городской пейзаж, - это протестантская приходская церковь, внесённая в список памятников архитектуры.
Каждый год в городе проходит рождественский базар.

## Туризм
Через Арфельд проходит два крупных региональных маркированных туристских маршрута:
- «Via Adrina» — круговая пешеходная тропа с видом на долину Эдера. Протяжённость — 20,4 км.[11][12][13]
- «Ederhöhenweg» — дальний многодневный пешеходный маркированный маршрут по высотам вдоль реки Эдер. Протяжённость — 234 км.[14][15]